# Merrey
Merrey [meʁɛ] (1793 noch mit der Schreibweise Merey) ist eine französische Gemeinde mit 92 Einwohnern (Stand: 1. Januar 2022) im Département Haute-Marne in der Region Grand Est (bis 2015 Champagne-Ardenne). Sie gehört zum Arrondissement Chaumont und zum Gemeindeverband Bourmont, Breuvannes, Saint-Blin.

## Geografie
Die Gemeinde Merrey liegt in der Landschaft Bassigny am nördlichen Rand des Plateaus von Langres, acht Kilometer nördlich der Maasquelle und 28 Kilometer nordöstlich von Chaumont. Das 6,84 km² umfassende Gemeindegebiet zeigt eine Mischung aus Feldern, Wiesen und kleineren Waldstücken. Größere Waldflächen finden sich im Norden (Ardent Bois), im Südosten (Bois de Planche-Nassard) und im Süden (Bois du Rang Pouchemin). Den höchsten Punkt in der Gemeinde bildet ein markanter, kegelförmiger  421 m hoher namenloser Hügel unmittelbar nordwestlich des Dorfes Merrey, der die Umgebung um 60 Höhenmeter überragt. Der Ruisseau du Grand Étang und weitere kleine Fließgewässer im Gemeindegebiet strömen nach Westen zur oberen Maas. Umgeben wird Merrey von den Nachbargemeinden Breuvannes-en-Bassigny im Nordosten und Osten, Val-de-Meuse im Süden sowie Choiseul im Norden.

## Ortsname
Aus dem Jahr 1153 ist der lateinische Name Moereium (auf Französisch Mairé) überliefert.

## Bevölkerungsentwicklung
| Jahr      | 1962 | 1968 | 1975 | 1982 | 1990 | 1999 | 2006 | 2013 | 2021 |
| Einwohner | 187  | 166  | 167  | 135  | 137  | 137  | 134  | 114  | 90   |

'Zur Gemeindegründung im Jahr 1793 wurde mit 301 Bewohnern die bisher höchste Einwohnerzahl ermittelt. Die Zahlen basieren auf den Daten von cassini.ehess und INSEE.

## Sehenswürdigkeiten
- Kirche Saint-Pierre-es-Liens
- Bergkapelle Saint-Pierre
- Lavoir

## Wirtschaft und Infrastruktur

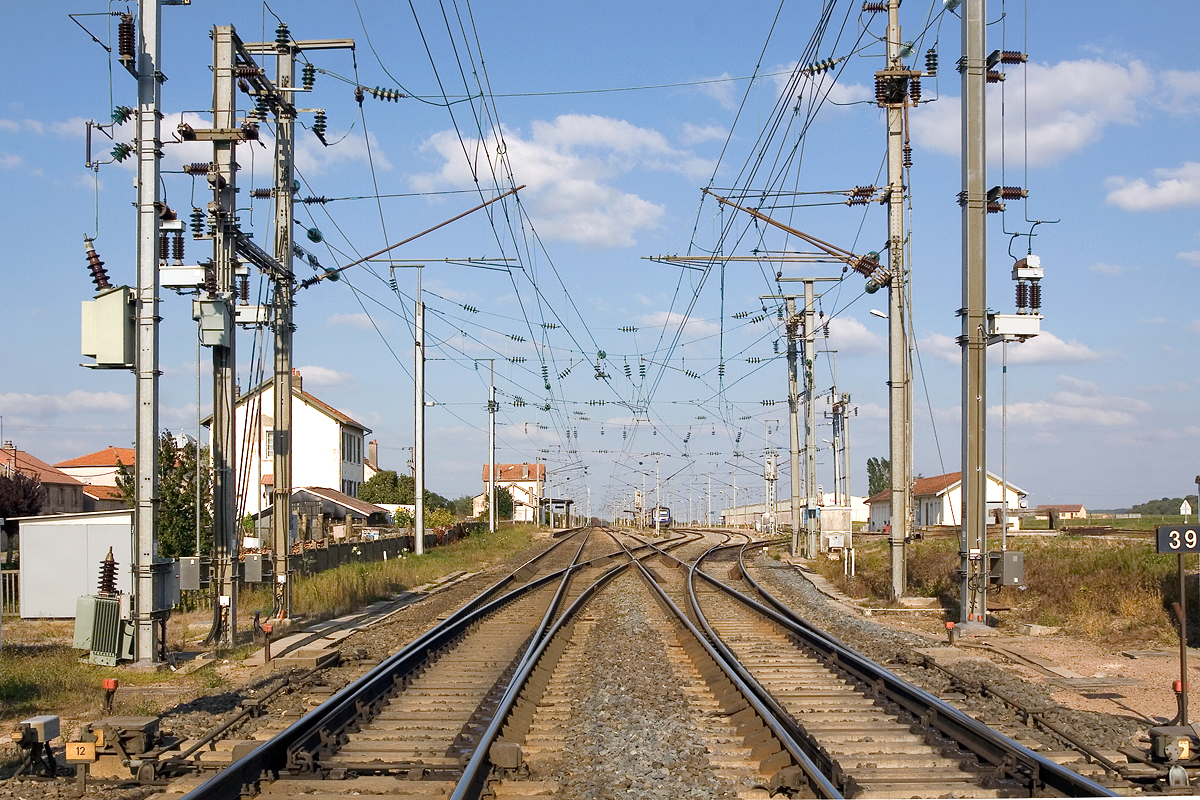
Abzweig der Bahnstrecke nach Vittel (nach rechts)

In der Gemeinde Merrey sind drei Logistikunternehmen auf dem Gelände des großen Güterbahnhofes beheimatet. Des Weiteren sind in Merrey vier Landwirtschaftsbetriebe ansässig (Getreideanbau, Rinderzucht).
In Merrey zweigt die Bahnstrecke Merrey–Hymont-Mattaincourt von der Bahnstrecke Culmont-Chalindrey–Toul ab. Beide Strecken wurden im Jahr 1881 von der Compagnie des chemins de fer de l’Est (EST) eröffnet. In Richtung Mattaincourt wurde der Personenverkehr im Dezember 2016 eingestellt; seit April 2019 fahren dort bis Vittel wieder einzelne Personenzüge. Im Bahnhof Merrey halten die Reisezüge beider Strecken jedoch seit 2017 nicht mehr.
Mit den Nachbargemeinden ist Merrey durch die Departementsstraßen D 33A, D 130 und D 232 verbunden. Durch das Gemeindegebiet führt die Autobahn A 31 von Toul nach Langres, eine Anschlussstelle (8 / Montigny-le-Roi) befindet sich etwa acht Kilometer südwestlich von Merrey.

## Belege
1. ↑  Ortsname auf cassini.ehess.fr (französisch)
2. ↑  Emile Jolibois: La Haute-Marne ancienne et moderne ; dictionnaire géographique, statistique, historique et biographique, Chaumont, 1858, 650 S. (auf google books)
3. ↑  Merrey auf cassini.ehess
4. ↑  Merrey auf INSEE
5. ↑  Logistikfirmen auf annuaire-mairie.fr
6. ↑  Landwirtschaftsbetriebe auf annuaire-mairie.fr (französisch)